# Черепівка (Хмельницький район)
Черепі́вка — село в Україні, у Хмельницькій міській громаді Хмельницького району Хмельницької області. Населення становить 566 осіб.

## Історія
Під час революції 1905—1907 років, в липні 1906-го, сільськогосподарські робітники, які працювали в маєтку поміщика, застрайкували, висунувши ряд економічних вимог. Поміщик відмовився виконати вимоги страйкарів і викликав ескадрон драгунів, який прибув до села 12 (25) липня. Спроба заарештувати організаторів страйку була невдалою. 13 (26) липня між селянами і каральним загоном, який повернувся до села, сталася збройна сутичка, внаслідок якої п'ять селян було тяжко поранено. 12 учасників виступу було заарештовано і віддано до суду.
Під час організованого радянською владою Голодомору 1932—1933 років померло щонайменше 272 жителі села.

## Населення

### Мова
Розподіл населення за рідною мовою за даними перепису 2001 року:
| Мова       | Кількість | Відсоток |
| ---------- | --------- | -------- |
| українська | 565       | 99.82%   |
| російська  | 1         | 0.18%    |
| Усього     | 566       | 100%     |

## Відомі люди
- Раковський Леонід Едуардович — український історик.

## Галерея

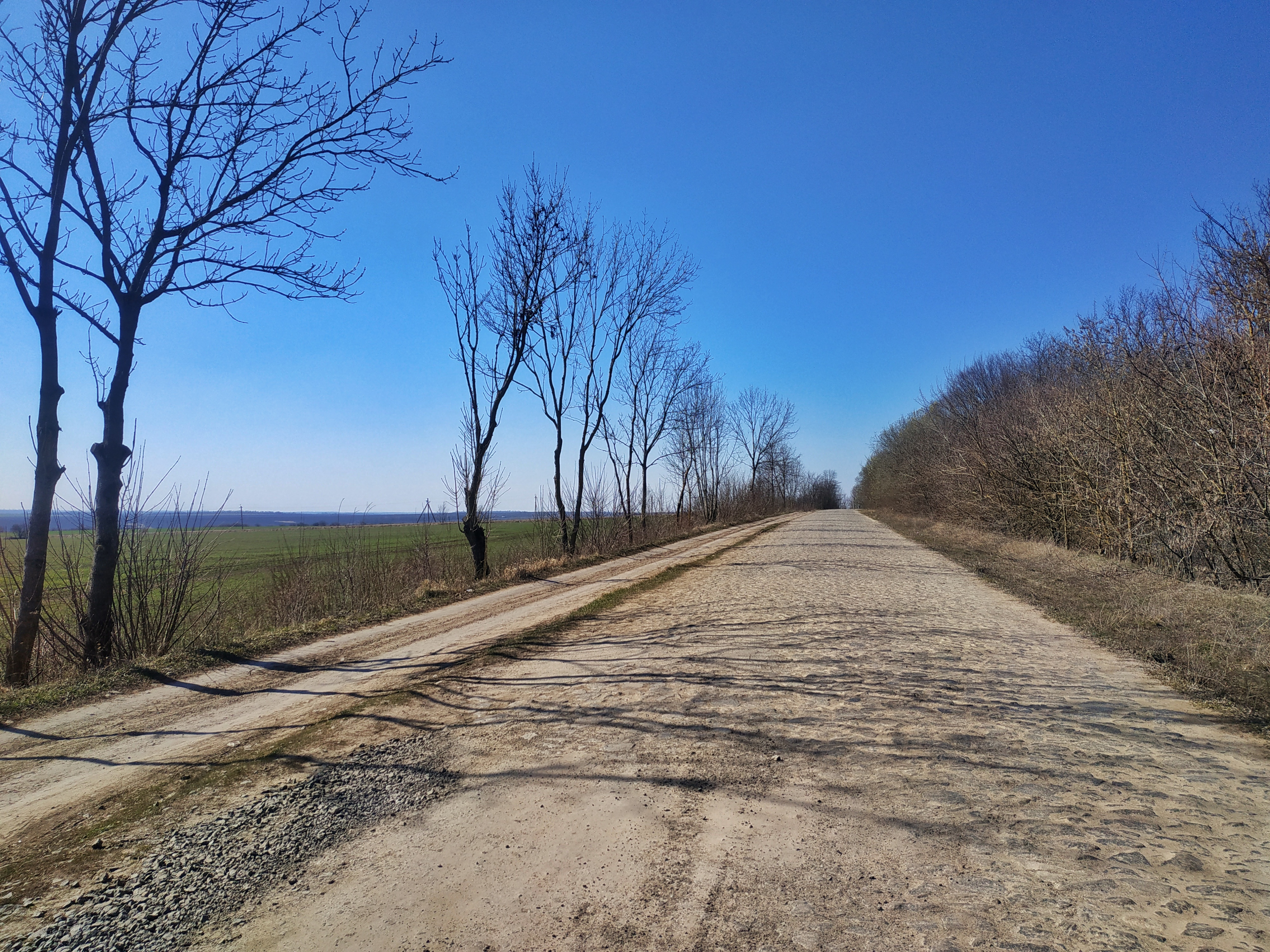
Забрукований шлях на Черепівку
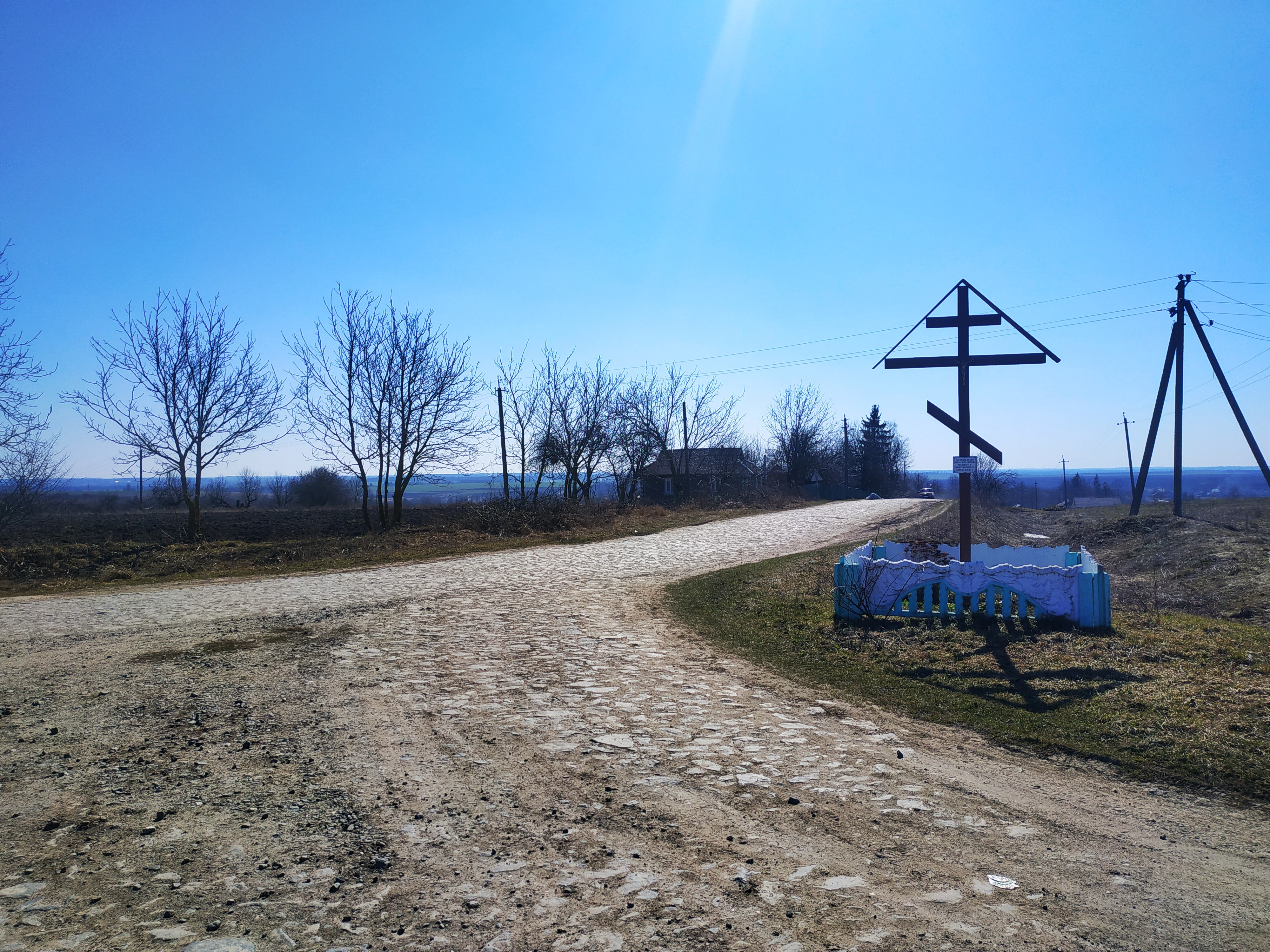
Хрест при в'їзді в село
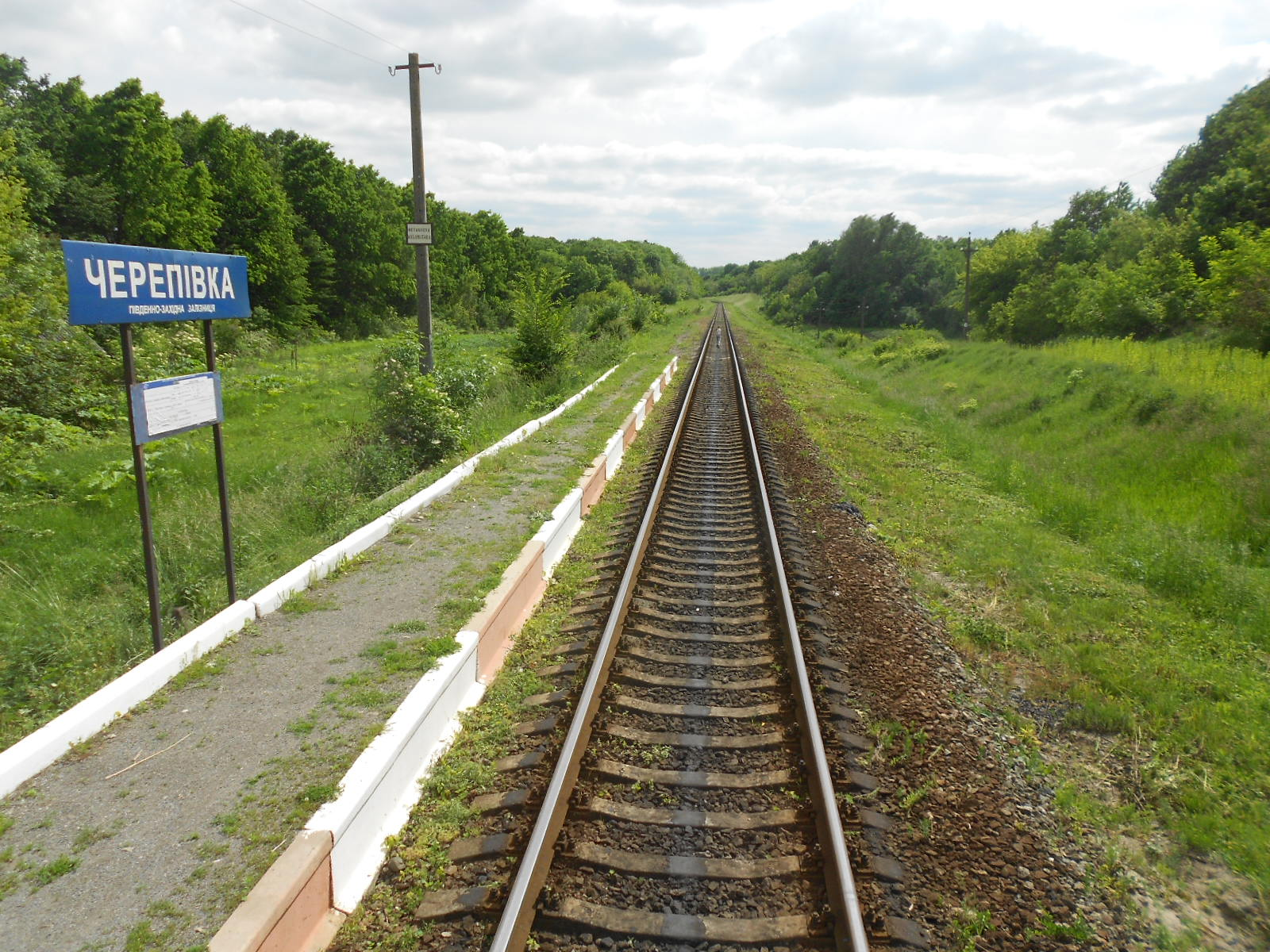
Зупинний пункт Черепівка
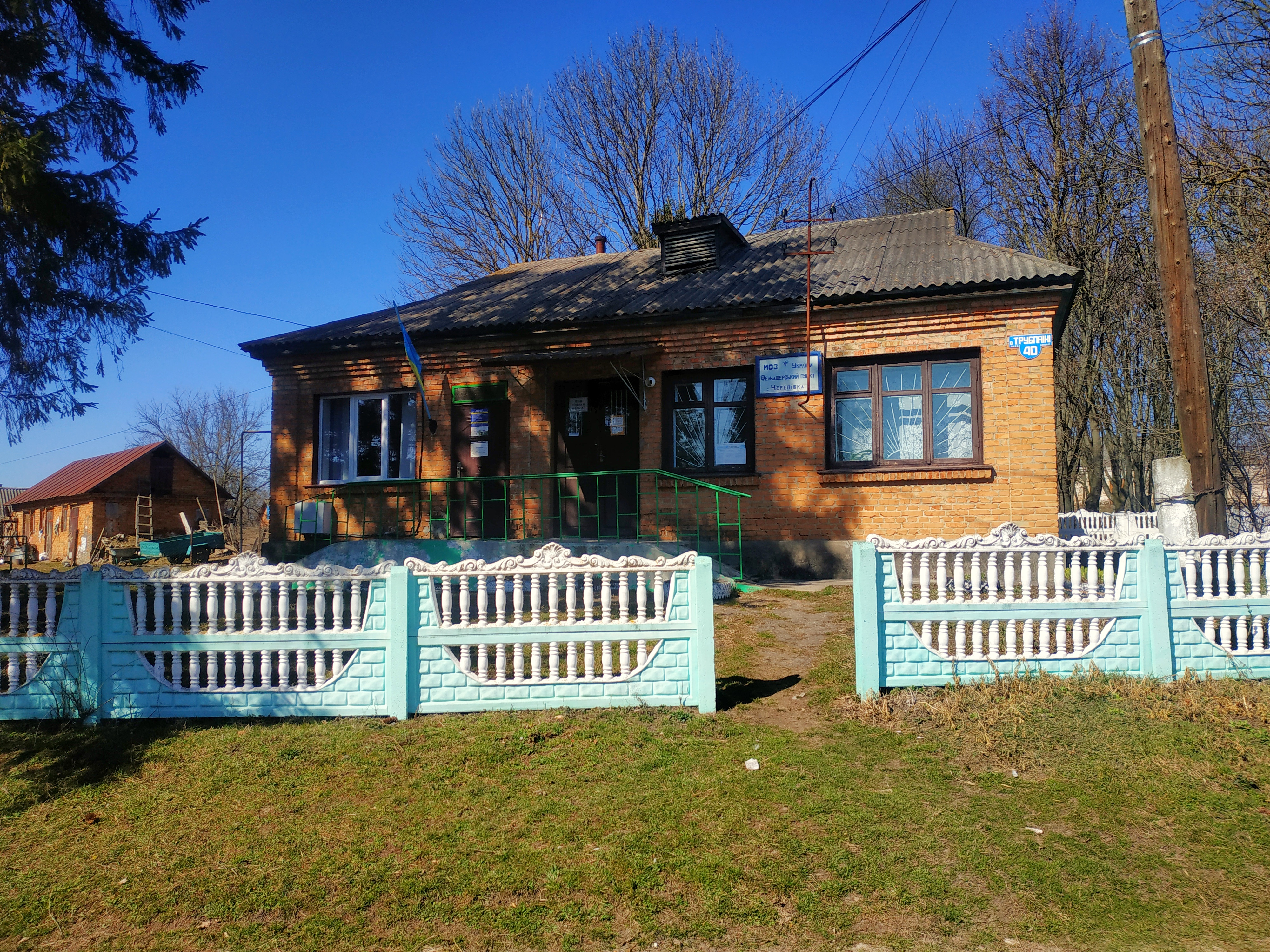
Фельдшерсько-акушерський пункт
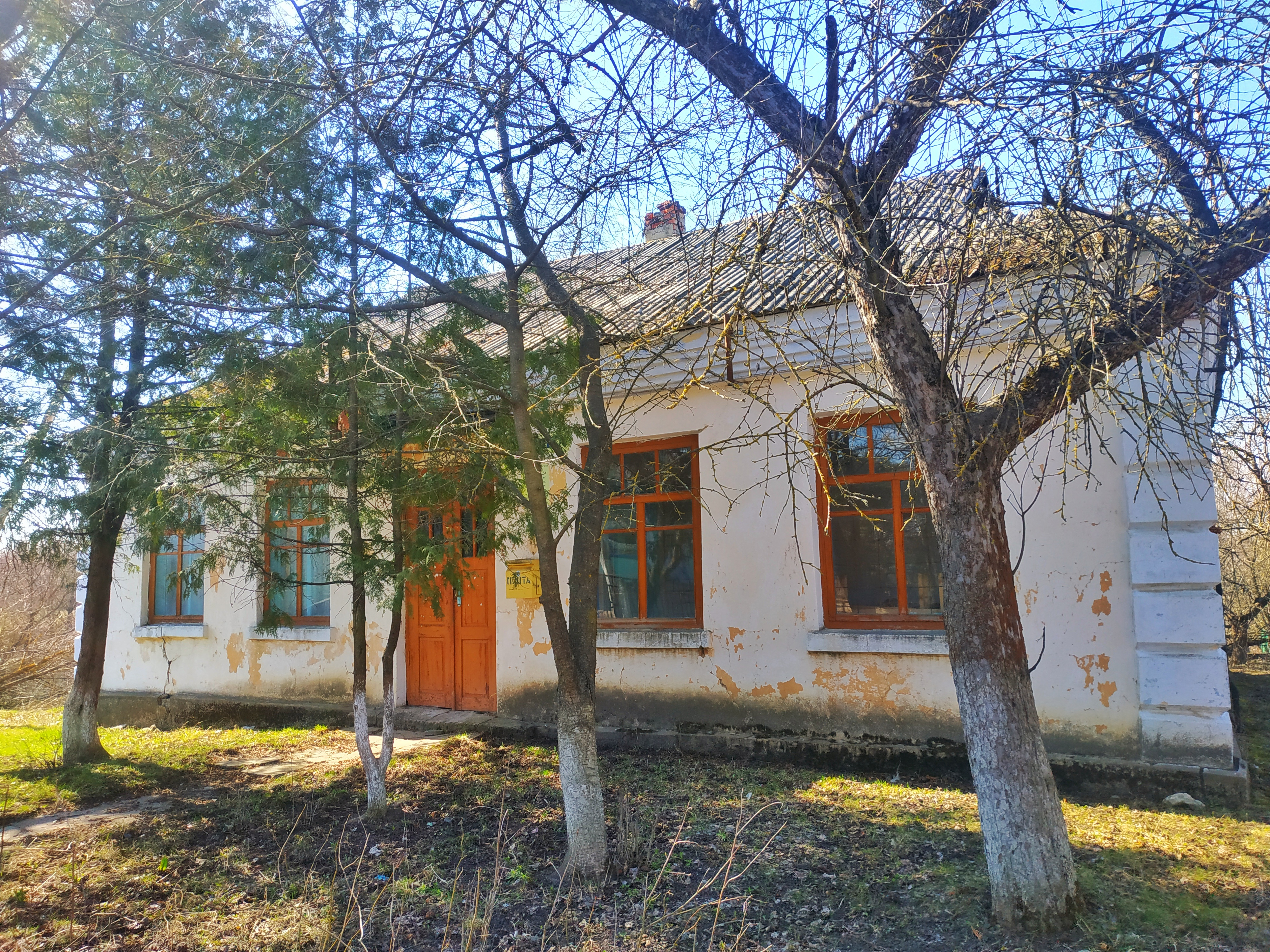
Приміщення пошти
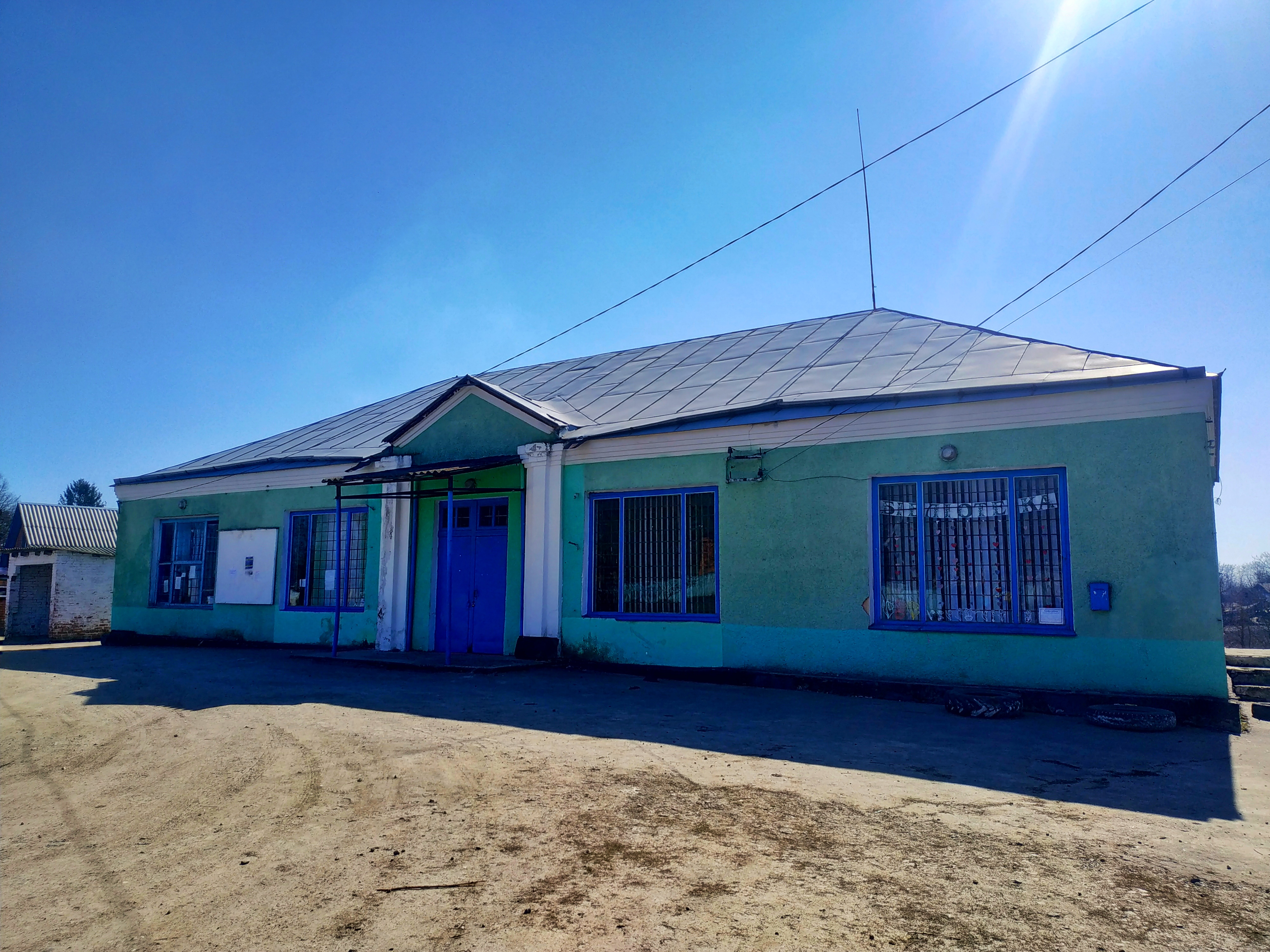
Магазин в центрі села
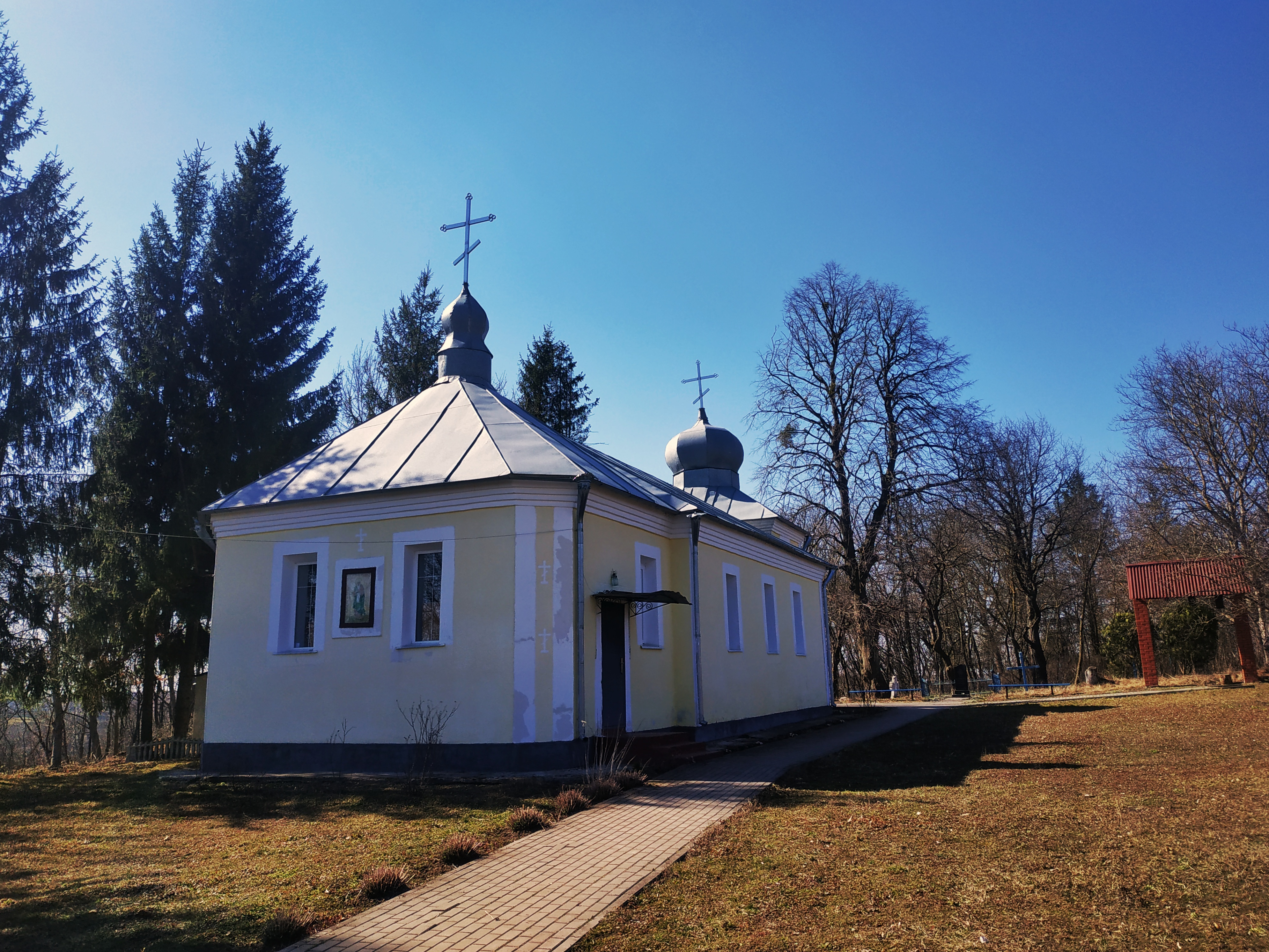
Церква
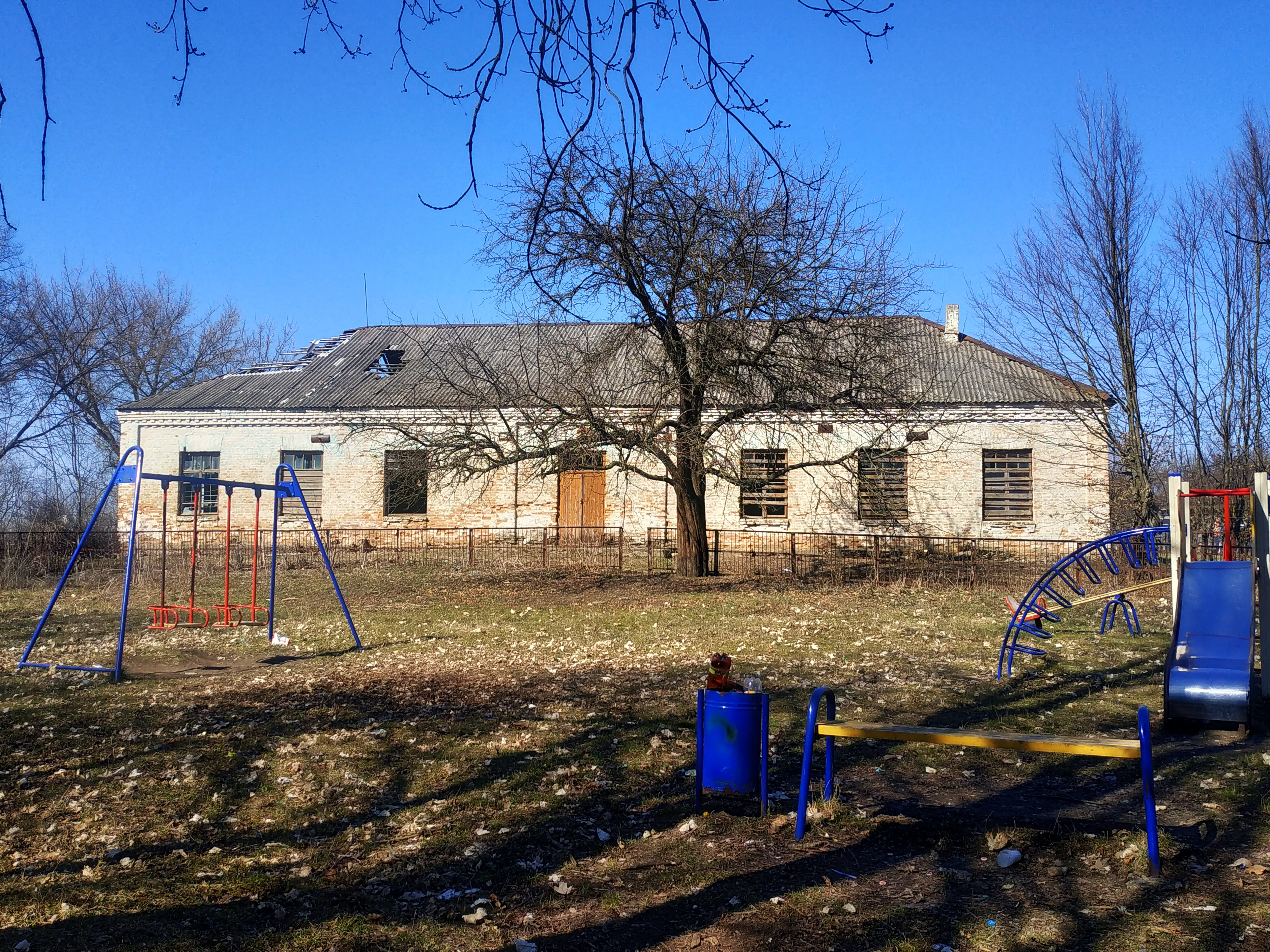
Покинутий клуб
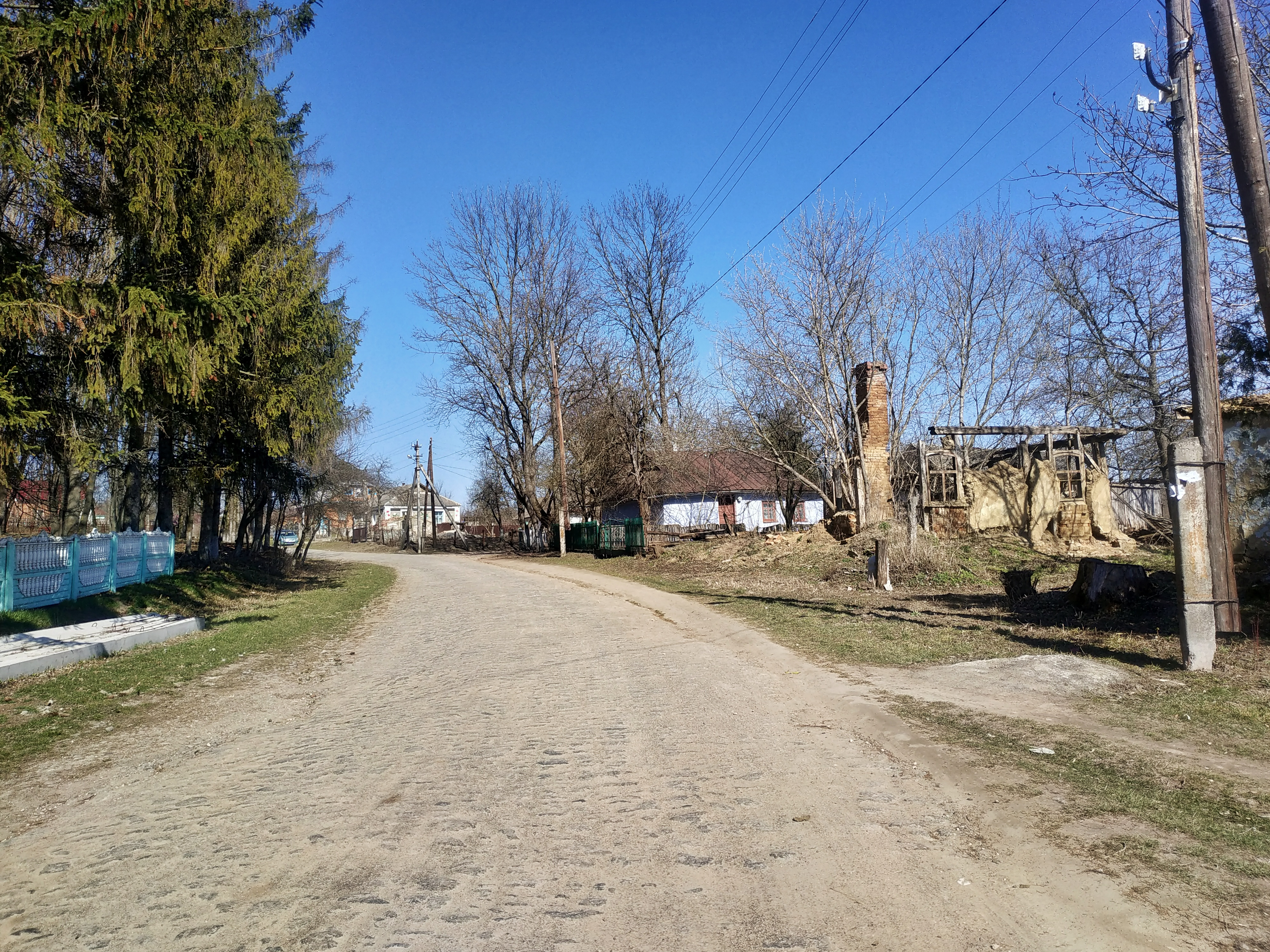
Вулиця Трублаїні
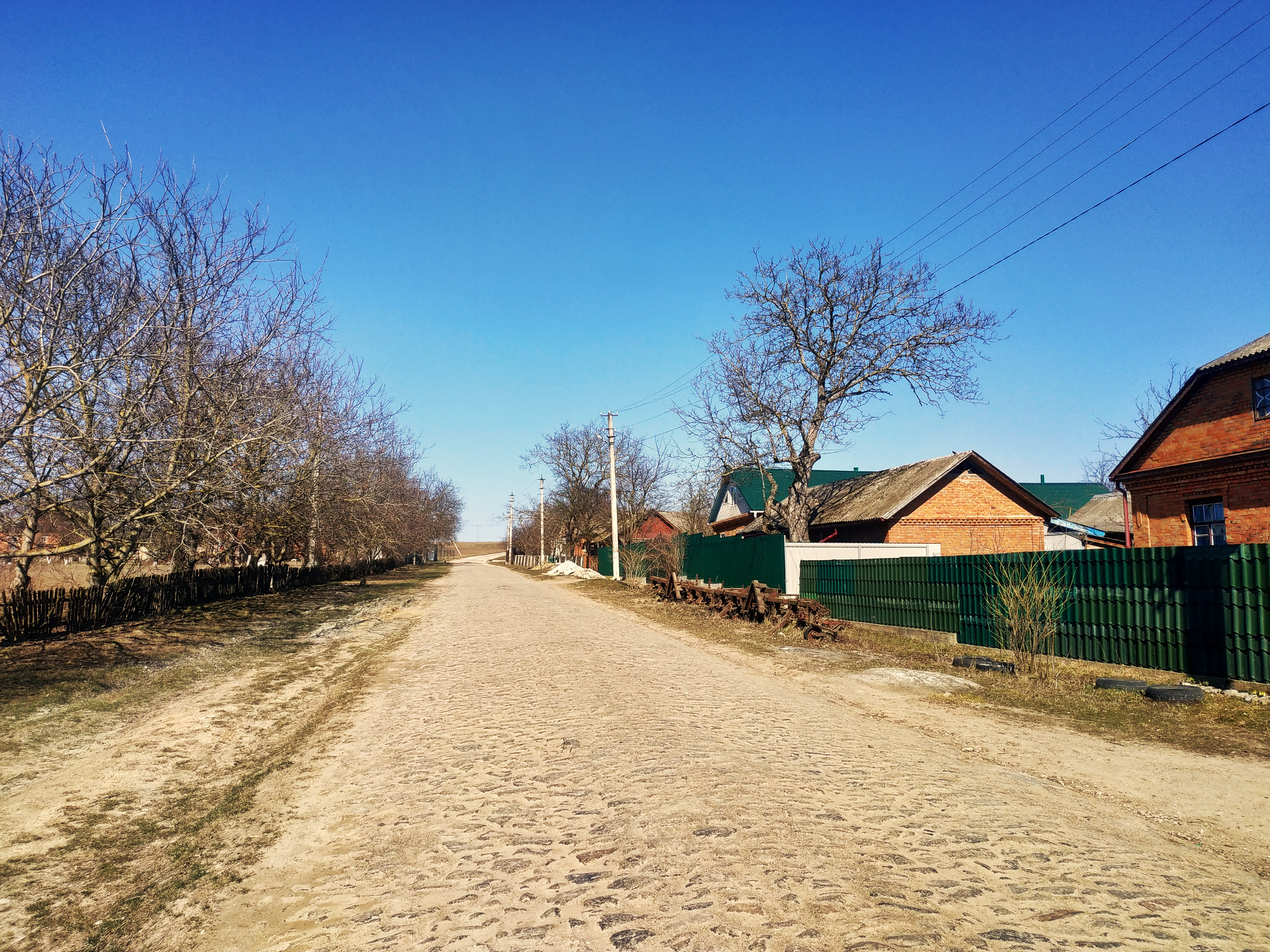
Головна вулиця села — Трублаїні